# R101 (dirigibile)
L'R101 fu un dirigibile rigido britannico per il trasporto passeggeri costruito nei cantieri della Royal Airship Works tra il 1926 e il 1930. Rimase distrutto in seguito ad un urto con una collina nei pressi di Beauvais, Francia, il 5 ottobre 1930, durante un volo Londra-Karachi.
Assieme all'R100, costruito dall'azienda aeronautica Vickers che operava nel settore degli armamenti, l'R101 costituiva uno dei due prototipi per una nuova flotta di dirigibili, adattabili anche per scopi bellici e con un volume di ben 230000 m³, che il governo inglese progettava di costruire.

## Primi voli e modifiche
Il design dell'R101, che superava per dimensioni il dirigibile tedesco LZ 127 Graf Zeppelin, rappresentava un progetto radicalmente innovativo, in particolare per la struttura aerodinamica. Ma già dal suo primo volo, compiuto il 14 ottobre 1929, apparve evidente come l'R101 non disponesse di una spinta sufficiente per servire come aeronave commerciale, il carico utile era di sole 35 tonnellate, contro le 60 previste dal progetto. Vennero quindi effettuate alcune modifiche nella struttura, rimuovendo parte della struttura di ancoraggio delle celle di gas per consentire di aumentare il gas contenuto nelle celle stesse portandolo da 138.575 m3 a 141.542 m3.
Anche con queste modifiche la spinta venne ritenuta insufficiente. Per questo motivo, il dirigibile venne sottoposto ad una radicale modifica, allungandolo a mezza nave per inserire un'altra cella per il gas e portare così il volume complessivo a 156.020 m3.
Restavano però alcuni problemi relativi alla scarsa manovrabilità a causa delle ridotte dimensioni dei timoni di coda.

Nonostante questi problemi venne deciso comunque di effettuare un volo transcontinentale, in quanto il progetto rivale, l'R100, nel luglio 1930 aveva già effettuato una trasvolata in Canada.

## Il disastro dell'R101
L'aeromobile decollò il 4 ottobre 1930 dagli hangar dei Royal Airship Works di Cardington, in Inghilterra, per un volo inaugurale che avrebbe dovuto concludersi nella città di Karachi, nell'odierno Pakistan (all'epoca facente parte dell'India britannica), ma che si interruppe nel nord della Francia dove avvenne l'incidente.
L'apparecchio, in seguito ad una perdita di quota, urtò una collina nelle vicinanze dell'abitato francese di Beauvais, non distante da Parigi, incendiandosi. Il forte vento aveva, infatti, parzialmente scoperchiato la copertura superiore causando la rottura di una delle celle del gas. Lo schianto avvenne a bassa velocità (20 km/h), ma innescò la combustione dell'idrogeno e l'incendio si diffuse rapidamente a tutta l'aeronave. Il numero delle vittime fu di 48 morti (46 deceduti nello schianto, 2 in ospedale) su un totale, tra equipaggio e passeggeri, di 54 persone.

## La fine del programma britannico
Il disastro dell'R101 comportò l'immediato abbandono del programma dirigibilistico britannico: anche l'R100, nonostante il migliore design e la buona riuscita del volo inaugurale transatlantico nel luglio 1930 quando aveva raggiunto il Canada, venne demolito e rottamato nel 1931 assieme ai resti dell'R101.
L'incidente indusse anche i costruttori di dirigibili tedeschi a riconsiderare seriamente la sicurezza dell'idrogeno: le officine Zeppelin progettarono inizialmente l'LZ 129 Hindenburg per utilizzare un gas non infiammabile, l'elio, anche se le circostanze comportarono poi la necessità di utilizzare l'idrogeno anche per questo dirigibile, con le tragiche conseguenze del disastro del 6 maggio 1937.

## Omaggi
La vicenda dell'R101 è rievocata nel brano Empire of the Clouds della band heavy metal Iron Maiden, pubblicato nel 2015 nel loro album The Book of Souls. La storia dell'R101 è anche raccontata, in forma rivisitata,  nell'audiodramma Storm Warning del 2001, ambientato nell'universo immaginario di Doctor Who, con protagonista l'Ottavo Dottore.